# 5D Chess with Multiverse Time Travel
5D Chess with Multiverse Time Travel — це відеогра, яка заснована на шахах, випущена для Microsoft Windows, macOS та Linux американською студією Thunkspace у 2020 році. ЇЇ головна механіка — подорож у часі у мультивсесвіті — дозволяє шаховим фігурам подорожувати у часі та часових шкалах подібно до того, як вони рухаються через ряди та стовпці. Критики та гравці позитивно сприйняли гру, та вона отримала високу оцінку за її складний та елегантний дизайн.

## Ігровий процес
У 5D Chess кожна гра починається зі звичайного розташування фігур. По ходу гри фігури можна, дотримуючись певних правил, переміщати на попередню версію дошки. Щоб запобігти парадоксам, пов'язаним з подорожами у часі та просторі, замість зміни «оригінального» минулого, подорож у часі у 5D-шахах призводить до створення альтернативної шкали часу або «паралельного всесвіту», для якої початкова позиція шахівниці є такою ж, як і у відповідній точці часу на головній шкалі часу, але з додаванням фігури, що перемістилася в часі. Фігури також можна переміщувати між цими різними «часовими шкалами», а саме їх можна надсилати до «минулого», «сьогодення» або «майбутнього» цієї шкали часу. Обидва гравці повинні зробити рух на кожній наявній та активній шкалі часу, наприклад, якщо є 3 окремі активні шкали часу, кожен хід складається з 3 ходів. Усі часові шкали активні, за винятком тих, які послідовно створені одним і тим же гравцем, так якщо один гравець створює дві або більше шкал часу, перш ніж суперник створить будь-яку, всі створені часові шкали, крім першої, стають неактивними; перехід на неактивні часові шкали необов'язковий. Гра закінчується матом, коли будь-який з королів одного гравця — у будь-який момент часу та на будь-якій часовій шкалі — знаходиться у стані шаху, і цей гравець не має вірних ходів принаймні на одній з активних шкалах часу; у цьому випадку програє гравець, король якого знаходиться у стані шаху. Гра закінчується в стані пату, якщо зроблений останній можливий хід, але королі будь-якого з гравців не знаходиться в стані шаху; в цьому випадку результат — нічия. Загалом, головний принцип гри — чим більше ходів минуло, тим складнішою стає гра через створення нових часових шкал.

## Випуск
Гра була випущена 22 липня 2020 року у Steam. ЇЇ розробили Конор Петерсен та Thunkspace. Петерсен пояснив, що йому завжди подобалися такі варіанти шахів, як тривимірні шахи, і він вирішив спробувати використовувати час та простір як додаткові виміри для рухів фігур. Конор сказав: «І звідти я почав та намагався розв'язати кожну знайдену проблему або парадокс».

## Критика
Рецензент Kotaku Натан Грейсон назвав гру «надзвичайно елегантною за все те, що вона собою являє». Арне Келер з ChessBase зауважив, що хоча його партія пройшла добре і гра являє собою веселий шаховий варіант, суперник у вигляді ШІ був не дуже компетентним. Рецензент Digitally Downloaded зазначив, що через наростальну складність гри з кожним новим ходом, вона є «безмежною криницею можливостей». Крістофер Лівінгстон з PC Gamer назвав гру «розумною». Джейкоб Арон з New Scientist зазначив, що гра «не для слабкодухих» і «добра, щоб розплавити мозок». Гросмейстер Хікару Накамура зіграв у цю гру, коли відвідував VENN у серпні 2020 року.